# Heteropoda pedata
Heteropoda pedata är en spindelart som beskrevs av Embrik Strand 1907. Heteropoda pedata ingår i släktet Heteropoda och familjen jättekrabbspindlar. Utöver nominatformen finns också underarten H. p. magna.